# العدن (السبرة)

تعديل مصدري - تعديل

العدن محلة تابعة لقرية الاصمين، التابعة لعزلة بلادالشعيبي العليا بمديرية السبرة إحدى مديريات محافظة إب في الجمهورية اليمنية.، بلغ تعداد سكانها 30 حسب تعداد اليمن لعام 2004.